# وسترشر
وَسْتَرْشَر (بالإنكليزية: ) ويقال وَسْتَرْشِير من نواحي إنكلطرة بالمملكة المتحدة.

## الموقع
تحد هرفردشير غربا، وشروبشير إلى الشمال الشرقي، وإستافردشير شمالا، وغرب الوسط إلى الشمال الشرقي، ووركشير شرقا، وغلوسترشير جنوبا عبر تلال مالفرن.

## المدن
كبرى مدن المقاطعة حاضرتها وستر، ثم ريدتش، ومالفرن التي اُشتهرت بينابيعها.

## الاقتصاد
وسترشير مقاطعة زراعية بالمقام الأول، إلا أن قسما من سكانها يعملون في صناعة أجزاء الطائرات والسيارات، و توجد أيضا إدارة شركة هالفوردز، ومكاتب لشركة جي فور إس وشركات رعاية المسنين. وبالمقاطعة أيضا عدد من المحاجر.

## أعلام
- باتريك لي فيرمور
- كارل صباغ
- كارولين أليس إلغار
- سيدريك هاردويك
- ألفرد دوغلاس
- أوكتافيا والش
- بريان آهرني
- آلفرد إدوارد هاوسمان
- كارن أرمسترونغ